# Joan Gil Miralles
Joan Gil Miralles (Reus, el Baix Camp, 1823 - ibidem, 1896) va ser un pianista i compositor català.
Sense més instrucció que les primeres lletres i algunes nocions de solfeig, el seu pare, cafeter, el va fer treballar al seu establiment des de molt jove, però el cafè del seu pare tenia un piano, i Joan va començar a tocar, fins al punt que van canviar el nom de l'establiment i li van posar cafè de la Música, local on uns anys després es gestaria el Centre de Lectura. Als 17 anys va marxar a Barcelona, on continuava tocant en cafès i altres establiments amb gran èxit. Més tard, va anar a Madrid, on va estudiar música i va perfeccionar la seva tècnica durant uns anys, sense fer audicions públiques fins que va actuar formant duo amb L.M. Gottschalk al Teatro del Príncipe. Com a solista va tocar a Saragossa, Barcelona, Girona, Tarragona, Reus i a l'estranger. Molt ben considerat a Madrid, era membre del tribunal de qualificació del Real Conservatorio d'aquella ciutat. Va dirigir l'orquestra del monestir d'El Escorial entre 1886 i 1889, on hi va estrenar la Missa de Rèquiem de Josep de Letamendi el 1888. Va escriure també algunes obres per a piano.